# Langtauferer Tal

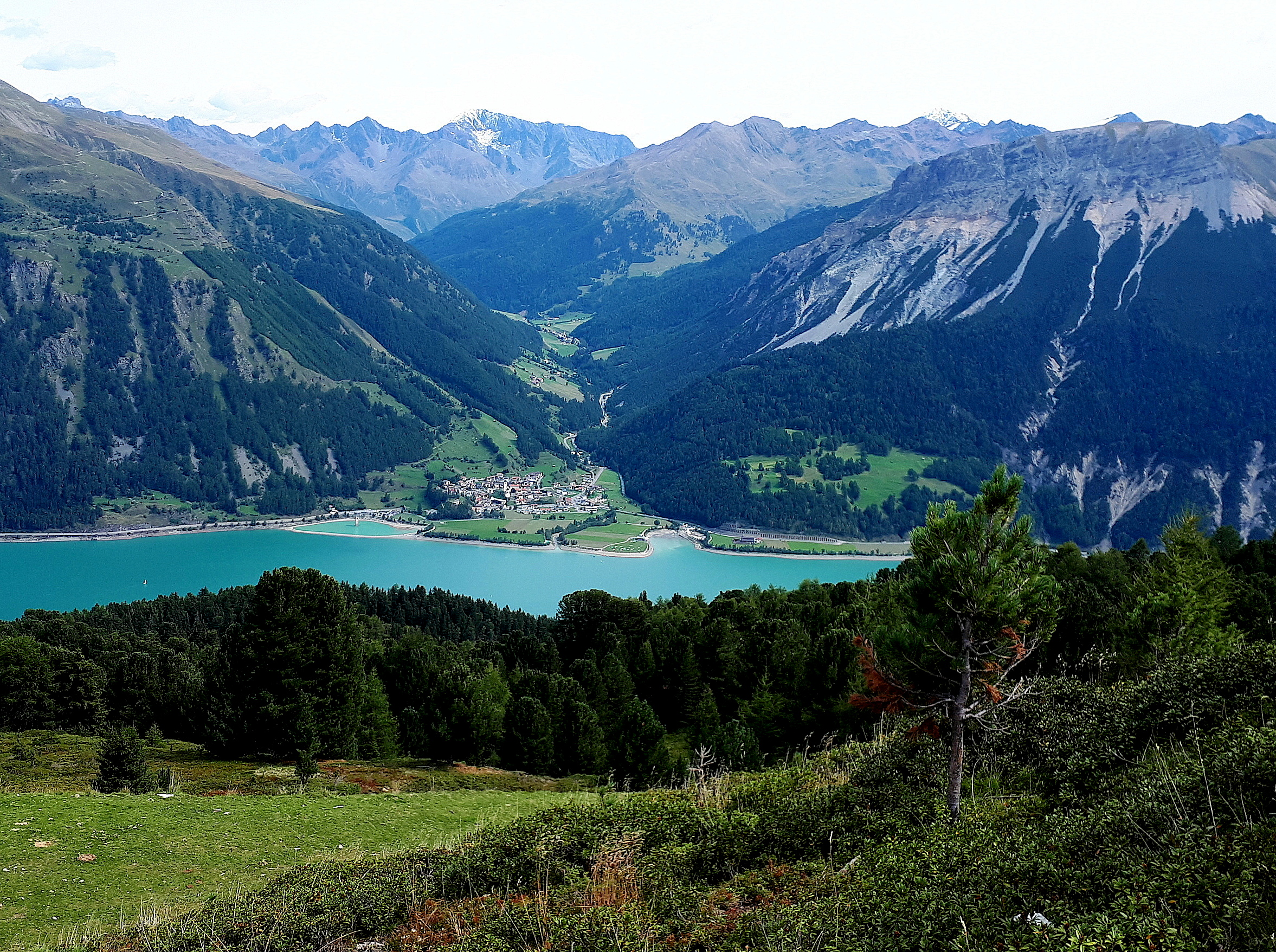
Blick ins Langtauferer Tal (Graun und Reschensee am Talausgang)

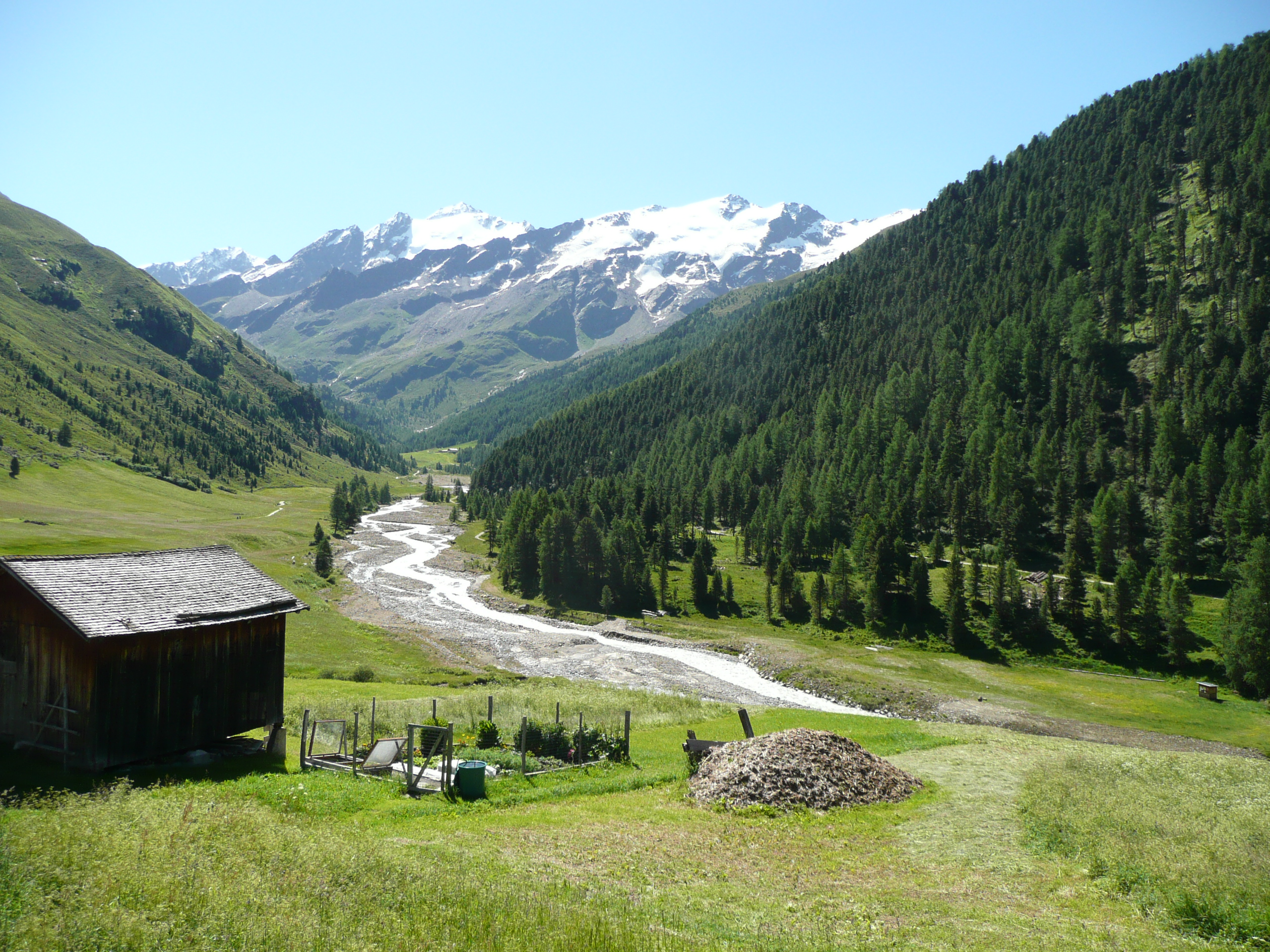
Das Langtauferer Tal bei Melag

Das Langtauferer Tal (italienisch Vallelunga), auch einfach Langtaufers genannt, befindet sich im Nordwesten Südtirols in Italien. Es zweigt bei Graun am Reschensee vom Vinschgau bzw. oberen Etschtal ab und verläuft grob in West-Ost-Richtung mit einem leichten Bogen nach Norden. Das vom Karlinbach entwässerte Langtauferer Tal ist zur Gänze von Bergen der Ötztaler Alpen umschlossen, die hier teils zum Alpenhauptkamm gehören. Die nordseitig gelegenen Gipfel werden den Nauderer Bergen und dem Glockturmkamm zugerechnet, die südseitig gelegenen den Planeiler Bergen, jene über dem Talschluss dem Weißkamm. Administrativ gehört es zur Gemeinde Graun im Vinschgau, die Siedlungen des Tals bilden zusammen die Fraktion Langtaufers.
Der Taleingangsbereich ist eng, steil und tief eingeschnitten. Nach Pedross weitet sich das Tal und führt auf seinem breiten Talboden nur noch mäßig ansteigend bis Melag. Über dem Talschluss liegen die Weißkugelhütte als Stützpunkt für Wanderer und Bergsteiger sowie der Langtauferer und der Gepatschferner. Der das Tal im Norden und Osten begrenzende Kamm trägt die Grenze zum österreichischen Bundesland Tirol, der südliche trennt das Langtauferer vom Matscher und Planeiltal. Die höchsten Langtauferer Gipfel liegen im östlichen Talschluss: die Weißseespitze (3498 m), die Hintere Hintereisspitze (3485 m), die Hochvernaglwand (3435 m), die Langtauferer Spitze (3528 m), die Weißkugel (3738 m) sowie der Innere (3553 m) und der Äußere Bärenbartkogel (3473 m).